# Маячна бухта
Мая́чна бу́хта (крим. Mayak körfezi) — бухта на північній стороні Севастопольської бухти, неподалік Інкермана. Штучно відгороджена від Графської бухти молом.
Назву отримала через Інкерманські маяки (збудовані у 1820-х), західний з яких стоїть на горі, у підніжжя якої розташована бухта.
З 7 вересня 2023 року місцевість передана до Бахчисарайського району Автономної Республіки Крим.